# Vil·la romana de Cal Ros de les Cabres
|  | No s'ha de confondre amb Cal Ros de les Cabres. |

Cal Ros de les Cabres un jaciment arqueològic d'una vil·la romana situada a l'actual barri d'Ocata, al Masnou (Maresme), declarat bé cultural d'interès local.
Va funcionar com a centre productor de vi i ceràmica entre els segles II aC i V dC.

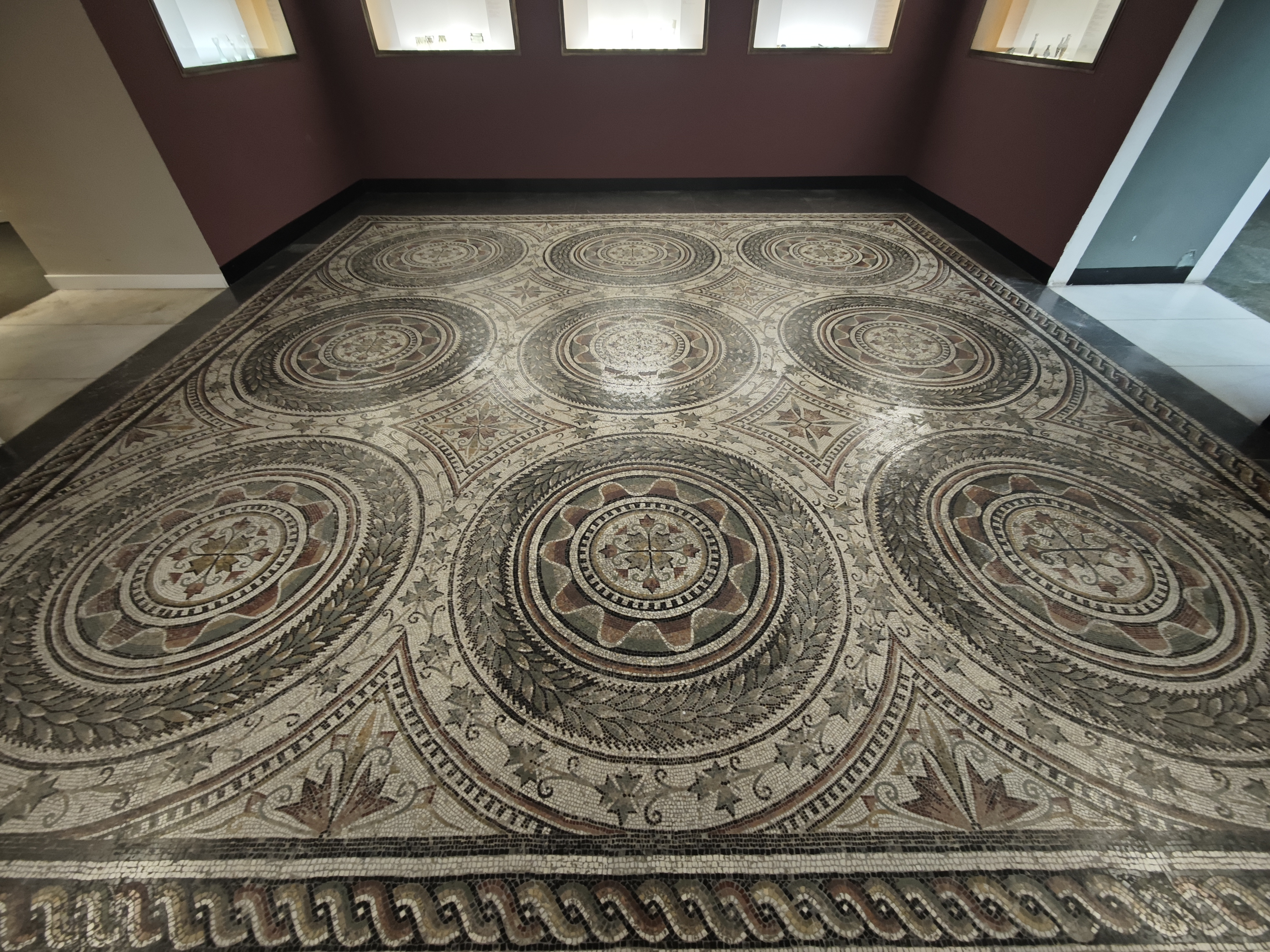
Mosaic trobat a la Vil·la romana de Cal Ros de les Cabres - [https://mac.colleccions.cat/objecte/mac-bcn-023189/ MAC BCN-014744

## Accès
Es troba al Carrer Jaume I 117 del Masnou, (El Maresme).

## Història
Fou descoberta l'any 1899 pel propietari de la finca, Thomas Morrison Smith, ciutadà britànic instal·lat a Catalunya per motius empresarials, en trobar un mosaic policrom, parets i molta ceràmica. Des de llavors, les intervencions arqueològiques han estat esporàdiques i desiguals, però han permès documentar la zona residencial de la vil·la amb diferents mosaics i parets estucades, i també la part rústica, destinada a tallers i emmagatzematge de les tasques agrícoles: forn d'àmfores, dipòsits i magatzem de dulia i abocadors.

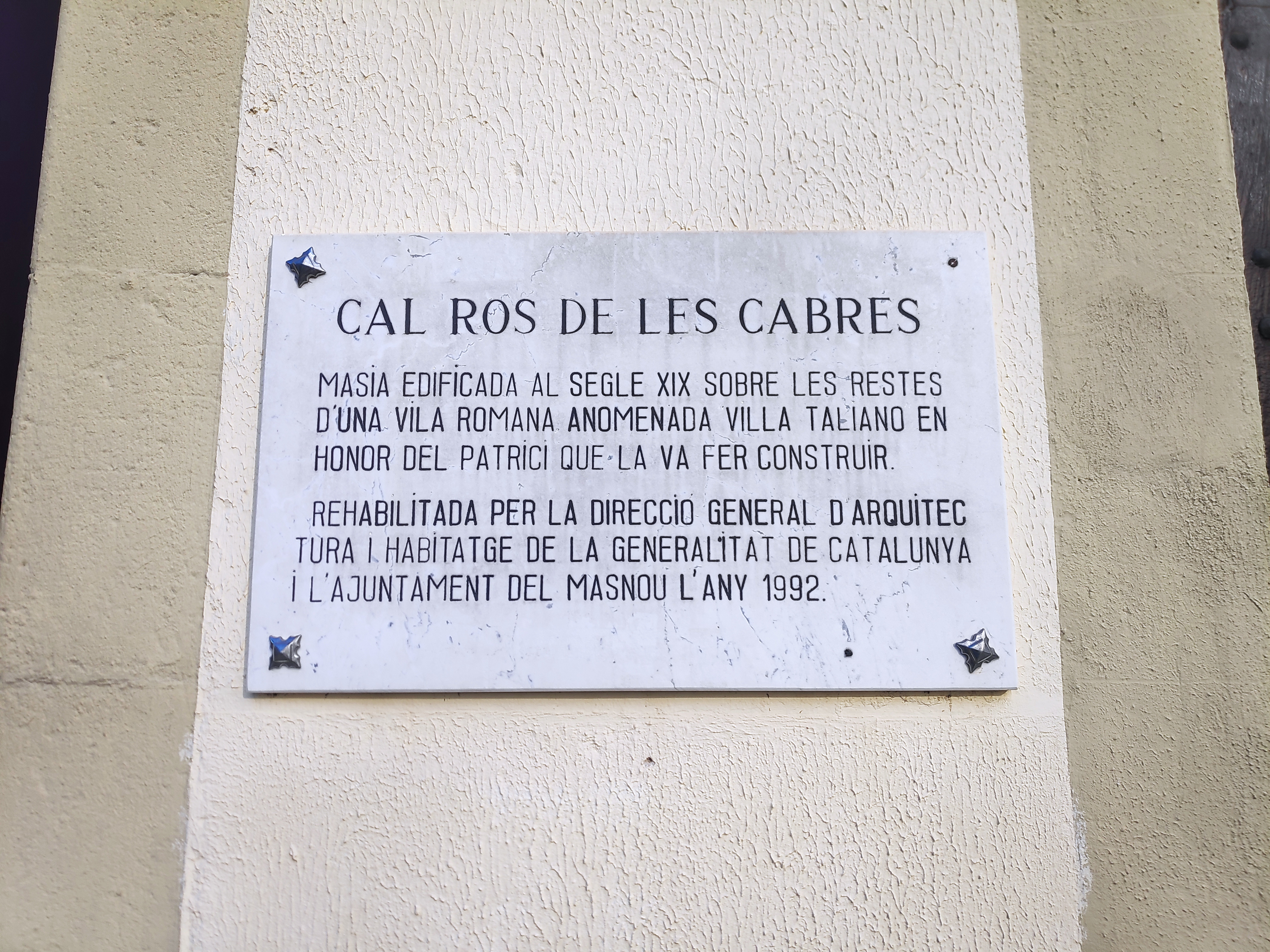
Cal Ros de les Cabres, El Masnou, placa de la masia

L'any 1946 l'arqueòleg Josep Serra Ràfols hi va descobrir un mosaic de grans dimensions que actualment es conserva al Museu d'Arqueologia de Catalunya. També s'hi ha trobat un segell de bronze, amb la inscripció P. Valeri Euryali (Publi Valeri Eurial), que hom considera el nom del primer masnoví conegut.
El nom de Cal Ros de les Cabres fa referència al masover que vivia a la masia que es troba a la finca, que es deia Isidre Ramentol i era de cabellera rossa i cuidava les cabres de la finca.
Actualment (2020), al voltant de la masia i del jaciment hi ha uns jardins anomenats jardins del Mil·lenari.